# Laimdota Straujuma
Laimdota Straujuma (Mežvidi, 24 februari 1951) is een Lets econome en politica. Ze was van 22 januari 2014 tot 11 februari 2016 de premier van Letland en was daarmee de eerste vrouwelijke premier van dat land.

## Levensloop
Straujuma studeerde van 1968 tot 1973 natuur- en wiskunde aan de Universiteit van Letland in Riga. Van 1973 tot 1988 was zij wetenschappelijk medewerkster aan het economisch instituut van de Letse academie van wetenschappen en voltooide zij een studie in de landbouweconomie. In 1992 promoveerde zij in de economie op een proefschrift over het gebruik van productiemiddelen door Letse bedrijven. Bovendien volgde zij een theoretische cursus aan de Lancashire Business School in Preston (1996) en tussen 1994 en 1999 cursussen in Denemarken, Finland, het Verenigd Koninkrijk, de Verenigde Staten en België (EU-wetgeving).
Na uiteenlopende functies op het gebied van de landbouw werd zij in 1999 benoemd tot plaatsvervangend staatssecretaris van Landbouw, om een jaar later zelf staatssecretaris van Landbouw te worden, een functie die zij tot 2006 zou bekleden. Van 2007 tot 2010 was zij staatssecretaris voor Regionale Ontwikkeling, in 2011 had zij als staatssecretaris bovendien enkele maanden de portefeuille van Milieubescherming onder haar beheer. Ten slotte was zij van 2011 tot januari 2014 minister van Landbouw, voordat zij op 22 januari van dat laatste jaar tot premier werd benoemd als opvolgster van Valdis Dombrovskis.
Straujuma is sinds 2014 lid van de conservatieve, centrumrechtse partij Eenheid (Vienotība), daarvoor was zij lid van de conservatieve Volkspartij (Tautas partija).
Op maandag 7 december 2015 diende Straujuma haar ontslag in. De premier liet via haar woordvoerder weten dat "een nieuwe regering nodig is" en dat er "nieuwe energie van nieuwe mensen" nodig is. In november ontsloeg Straujuma de minister van vervoer. Dat voedde de geruchten over onvrede binnen de centrumrechtse regering, die een jaar geleden aantrad. Eerder waren er al scheuren in de regering zichtbaar. Volgens analisten ontbreekt het Straujuma aan politieke ervaring. Zij waren ervan overtuigd dat ze slechts de eerste helft van 2015 aan zou blijven, de periode waarin Letland voorzitter van de Europese Unie was.